# Liste der Bodendenkmale in Schwepnitz
In der Liste der Bodendenkmale in Schwepnitz sind die Bodendenkmale der Gemeinde Schwepnitz und ihrer Ortsteile nach dem Stand der Auflistung von Harald Quietzsch und Heinz Jacob aus dem Jahr 1982 aufgelistet. Eventuelle Änderungen und Ergänzungen, insbesondere aus der Zeit nach der Wende, sind nicht berücksichtigt, da für Sachsen aktuell keine neueren allgemein zugänglichen Bodendenkmallisten vorliegen. Die Baudenkmale sind in der Liste der Kulturdenkmale in Schwepnitz aufgeführt.
| Denkmal-ID | Fundart             | Ortsteil     | Bezeichnung                          | Zeitstellung | Lage                                                                                          | Bemerkungen | Bild |
| ---------- | ------------------- | ------------ | ------------------------------------ | ------------ | --------------------------------------------------------------------------------------------- | --- | ---- |
| ?          | Grabmal > Grabhügel | Bulleritz    | vermutetes Hügelgrab                 | Bronzezeit?  | östlich des Orts im „Hölzchen“, ca. 250 m südwestlich der Straße von Großgrabe nach Schönbach | markanter Einzelhügel, alt gegraben, Schutz seit 29. September 1971                                                |      |
| ?          | Grabmal > Grabhügel | Grüngräbchen | Gruppe von 4 vermuteten Hügelgräbern | Bronzezeit?  | nördlich des Orts, im Wald nordnordwestlich des Lugteichs                                     | |      |
| ?          | Befestigung > Burg  | Schwepnitz   | Wasserburg                           | Mittelalter  | nördlicher Ortsrand, direkt östlich des Kirchhofs                                             | Turmhügel erhalten, vom Graben nur verflachte Reste vorhanden, Schutz seit 9. Mai 1938, erneuert 12. November 1956 |      |